# 126
Glej tudi: število 126
126 (CXXVI) je bilo navadno leto, ki se je po julijanskem koledarju začelo na ponedeljek.

## Dogodki
- 1. januar

## Rojstva
- 1. avgust - Pertinaks, rimski cesar, ki je vladal od 1. januarja do 28. marca 193 († 193)